# Mehmet Duraković
Mehmet Duraković (en albanés: Mehmet Duraku; Titogrado, Yugoslavia; 13 de octubre de 1965) es un exfutbolista y entrenador de fútbol de Australia nacido en Yugoslavia que jugaba en la posición de defensa.

## Carrera

### Club
| Periodo   | Club                      |
| --------- | ------------------------- |
| 1985-1988 | Brunswick Juventus        |
| 1988      | → Footscray JUST (cedido) |
| 1989-1995 | South Melbourne           |
| 1995-1998 | Selangor FA               |
| 1998-1999 | Sydney Olympic            |
| 1999-2000 | Gippsland Falcons         |
| 2000-2004 | South Melbourne           |

### Selección nacional
Jugó para Australia en 44 ocasiones de 1990 a 2002 y anotó cuatro goles; participó en la Copa de las Naciones de la OFC 2002.

### Entrenador
| Periodo   | Club                    |
| --------- | ----------------------- |
| 2003–2005 | Port Melbourne Sharks   |
| 2005–2007 | FFV NTC                 |
| 2008–2011 | Melbourne Victory Youth |
| 2011–2012 | Melbourne Victory       |
| 2014–2015 | Selangor FA             |
| 2017–2021 | Perak FA                |

## Logros

### Jugador
- National Soccer League: (3) 1985, 1990–91, 2000–01
- Dockerty Cup: 1989, 1991, 1993
- NSL Cup: 1989-90
- Malaysia Cup: (3) 1995,1996,1997

### Entrenador
- Malaysia Cup: (2) 2015, 2018

### Individual
- Medalla Theo Marmaras: 1990,1992
- Pingat Jasa Kebaktian:[n 1] 1995
- Equipo del Siglo del South Melbourne: 2000
- Darjah Ahli Mahkota Perak (Malasia): 2018